# هان‌سینما
هان‌سینما (انگلیسی: HanCinema؛ ‏ کره‌ای: 한시네마) یک بانک اطلاعات اینترنتی مستقل دربارهٔ سینما و تئاتر کره است که در سال ۲۰۰۳ میلادی توسط «سدریک کُل‌ماین» راه‌اندازی شد.
این وبگاه، اطلاعات جامعی دربارهٔ سینمای کره، درام‌های تلویزیونی، هنرپیشگان و سایر دست‌اندرکاران سینما و تلویزیون و تئاتر ارائه می‌کند.